# Muscolo palmare lungo
Il muscolo palmare lungo è un muscolo incostante nell'Uomo avente origine dalla faccia anteriore dell'epitroclea dell'omero e dalla profondità della fascia antibrachiale. Portandosi verso la mano trapassa in un tendine che decorre al davanti del legamento trasverso del carpo, continuandosi poi con l'aponeurosi palmare della mano.
Manca in circa il 14% della popolazione, tuttavia questa percentuale varia notevolmente nelle popolazioni africane, asiatiche e dei nativi americani. L'assenza di questo muscolo non si accompagna ad un deficit di forza.
ll tendine del muscolo palmare lungo può essere messo in evidenza unendo il pollice con il mignolo, e flettendo leggermente il polso. Se presente, il tendine sarà visibile come una rilevatezza lungo la faccia anteriore del polso.

## Struttura
È un muscolo sottile e fusiforme, situato lungo il margine mediale del muscolo flessore radiale del carpo.
Origina dalla faccia anteriore dall'epitroclea dell'omero, dalla profondità della fascia antibrachiale e dai setti intermuscolari dei muscoli adiacenti.
Termina in un tendine sottile e appiattito che decorre davanti al legamento trasverso del carpo, continuandosi poi con l'aponeurosi palmare, e frequentemente anche con i muscoli brevi del pollice.

### Innervazione
Il muscolo palmare lungo è innervato dal nervo mediano.

### Variabilità individuale

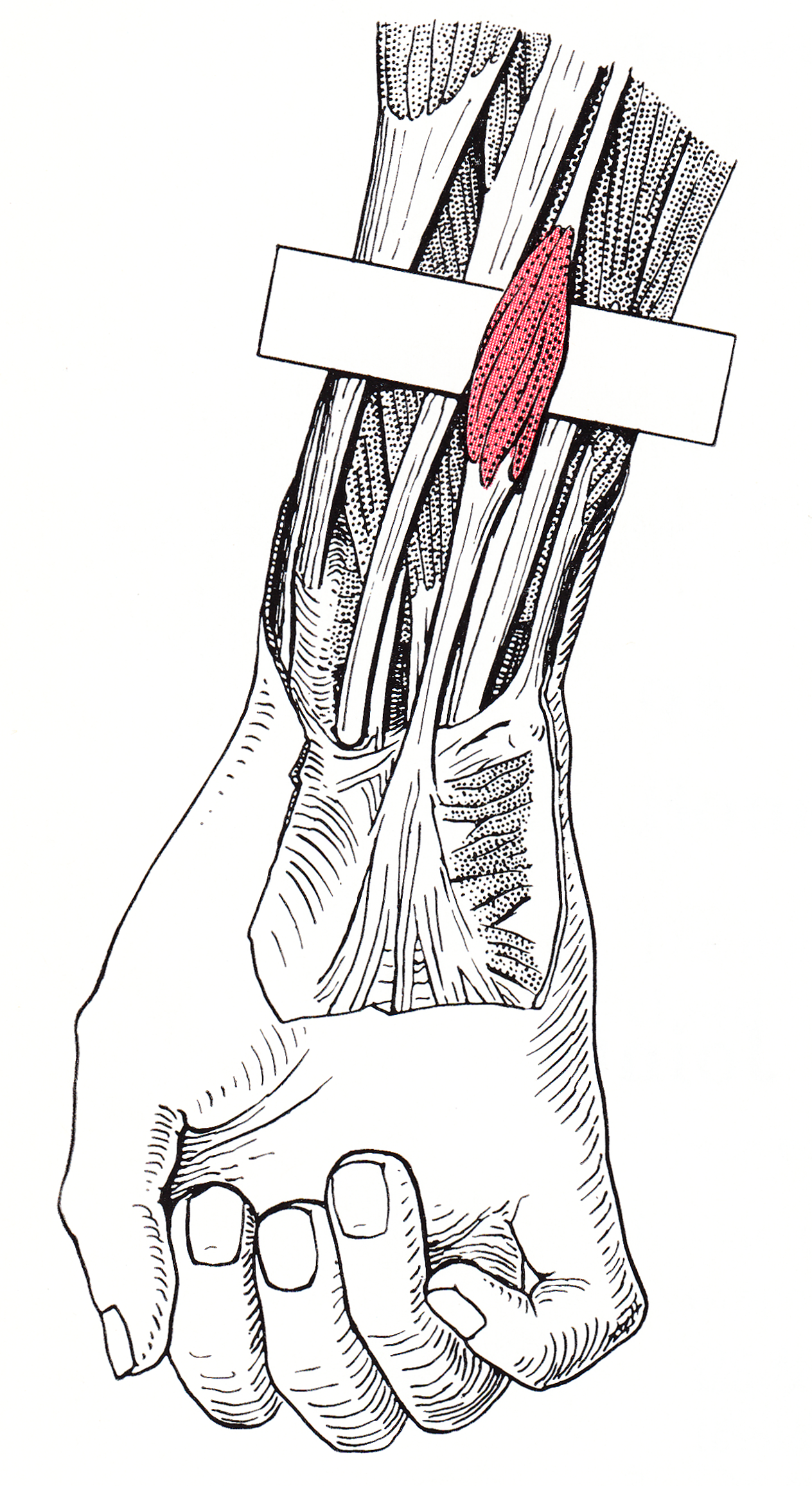
Variabilità individuale
La porzione muscolare migra talvolta distalmente andandosi a trovare poco al di sopra del polso.
Il muscolo palmare lungo è risultato assente in 98 arti su 716 in uno studio anatomico.

Il muscolo palmare lungo è un muscolo incostante soggetto a notevole variabilità individuale. In alcuni soggetti può mancare in uno o entrambi gli arti. Svariati studi hanno documentato l'assenza del tendine del muscolo palmare lungo in differenti gruppi etnici. In particolare, il muscolo palmare lungo manca in una percentuale compresa tra il 5,5% e il 24% degli individui di etnia caucasica (Europa e Nord America) e tra il 4,6% e il 26,6% degli individui asiatici (Cina, Giappone, India, Turchia, Malaysia).
Anche la forma del muscolo palmare lungo è soggetta a variabilità individuale: la porzione muscolare potrebbe trovarsi vicina al gomito o più spostata in direzione del polso; talvolta sono presenti due ventri muscolari, altre volte non è presente alcuna porzione muscolare ma soltanto la porzione tendinea. In alcuni individui il muscolo palmare lungo può essere doppio o anche del tutto mancante (mono o bilateralmente).

## Significato clinico

### Utilizzo nel trapianto di tendini
Il muscolo palmare lungo è molto utilizzato nella creazione di graft tendinei a causa della lunghezza e del diametro del suo tendine e in considerazione del fatto che la sua rimozione non determina deficit funzionali: è un muscolo debole e non fornisce quasi nessuna forza aggiuntiva alla flessione del polso. I tendini più comunemente sostituiti o rinforzati con il tendine del muscolo palmare lungo sono quelli del muscolo flessore lungo delle dita e del flessore lungo del pollice.
Se il muscolo palmare lungo non dovesse essere disponibile all'asportazione, potrebbe essere utilizzato l'analogo muscolo plantare della gamba. L'utilizzo di tendini autologhi è vantaggioso in quanto permette di evitare l'introduzione di materiali estranei nel corpo del paziente.